# Henrik Rödl
Henrik Markus Rödl (Offenbach am Main, 4 marzo 1969) è un allenatore di pallacanestro ed ex cestista tedesco.

## Carriera
Come giocatore fece il suo debutto nel 1987 con la squadra dell'Offenbach, dimostrando buone doti. Dal 1993 al 2004 ha sempre giocato con l'Alba Berlino, con la quale ha conquistato sette titoli tedeschi.
Nel 2004 attaccò le scarpette al chiodo ed iniziò la sua carriera da allenatore, prima col TuS Lichterfelde, poi, dal gennaio 2005 fino al 2006, con l'Alba Berlino.
Con la nazionale tedesca di pallacanestro ha conquistato il titolo europeo nel 1993.

## Palmarès

### Giocatore

#### Squadra
- Campione NCAA: 1

1993
- Campionato tedesco: 7

Alba Berlino: 1996-97, 1997-98, 1998-99, 1999-2000, 2000-01, 2001-02, 2002-03
- Coppa di Germania: 4

Alba Berlino: 1997, 1999, 2002, 2003
- Coppa Korać: 1

Alba Berlino: 1994-95

#### Individuale
- Basketball-Bundesliga MVP: 1

Alba Berlino: 1995-96

### Allenatore
- Coppa di Germania: 1

Alba Berlino: 2006
- Supercoppa egiziana: 1

Al Ittihad: 2023